# بيتر ويبر
بيتر ويبر  (بالإنجليزية: Peter Webber)‏ مخرج بريطاني من مواليد 1968.

## أفلامه
- فتاة ترتدي قرطا من اللؤلؤ

## مسلسلاته
- ممالك النار (2019)

## روابط خارجية
- بيتر ويبر على موقع IMDb (الإنجليزية)
- بيتر ويبر على موقع قاعدة بيانات الأفلام العربية
- بيتر ويبر على موقع ألو سيني (الفرنسية)
- بيتر ويبر على موقع أول موفي (الإنجليزية)
- بيتر ويبر على موقع أول موفي (الإنجليزية)
- بيتر ويبر على موقع قاعدة بيانات الأفلام السويدية (السويدية)
- بيتر ويبر على موقع ديسكوغز (الإنجليزية)
- بيتر ويبر على موقع قاعدة بيانات الفيلم (الإنجليزية)
- بيتر ويبر على موقع كينوبويسك (الروسية)